# Inge I van Zweden
Inge I (Inge Stenkilsson of Inge de Oudere) (ca. 1040 - ca. 1110) was koning van Zweden vanaf 1080 tot zijn dood, met een korte onderbreking rond 1085.
Er is weinig bekend over het leven en de lange regering van Inge. Hij was een zoon van Stenkil van Zweden. In 1080 schreef Paus Gregorius VII een brief aan Inge over het zendingswerk in Zweden en de betaling van tienden aan de kerk. Daarin noemt de paus Inge koning van de Zweden. In een brief uit 1081 blijkt dat er naast Inge nog een koning was, en worden ze koning van Västergötland genoemd. Die tweede koning was dan zijn broer Halsten Stenkilsson of Haakon van Zweden.
De Hervarar saga beschrijft Inge als een vroom christen die geliefd was bij het volk, en dat hij beval dat de Zweden zich tot het christelijk geloof moesten bekeren. Inge werd echter ca. 1084 door de Svear verjaagd omdat hij weigerde aan de oude goden te offeren. Zijn plaats werd ingenomen door zijn zwager Sven van Zweden en Inge vluchtte naar Västergötland. In 1087 kon hij Sven overvallen en het huis waar hij verbleef in brand steken. Sven kwam naar buiten maar werd opgewacht en gedood (volgens de Orkneyinga saga verbrandde hij in het huis). Inge werd weer koning van Zweden en stierf na een lange regering van ouderdom.
Adam van Bremen vermeldt dat Anund Gårdske na de dood van Erik VIII van Zweden uit het Kievse Rijk werd geroepen om in Zweden koning te worden. Hij werd uiteindelijk niet als koning geaccepteerd omdat hij weigerde om aan de oude goden te offeren. Er is een theorie dat Anund Gårdske en Inge dezelfde persoon zouden zijn.
Volgens de Westrogotische wet regeerde Inge met slagvaardigheid en respecteerde hij de lokale wetten.
Op aandringen van paus Paschalis II stichtten Inge met zijn vrouw Helena ca. 1100 een vrouwenklooster bij het dorp Vreta, ten westen van het Roxenmeer. Inge en Helena schonken 20 boerderijen aan de abdij. De pauselijke brief over deze gebeurtenis noemt alleen Inge: Ingo gloriosus Suetonum Rex – Inge, de glorierijke koning van de Svear. De stichting van het klooster is aanleiding tot speculaties dat Inge uit deze regio afkomstig zou zijn, maar het is evengoed mogelijk dat de familie van zijn vrouw uit de streek kwam.
Rond dezelfde tijd voerde Inge oorlog tegen Magnus III van Noorwegen. Dit werd in 1101 gevolgd door een vredesoverleg van Inge, Magnus en Erik I van Denemarken die probeerden om een duurzame vrede te bereiken. De vrede werd bevestigd door een huwelijk van Inges dochter Margaretha met Magnus.
De datum van overlijden van Inge is zeer onzeker. Hij werd begraven in de kapel van het kasteel Bjurum (ten noorden van Falköping (stad)) waar Inge vaak verbleef. Hij werd later in een ongemarkeerd graf herbegraven in de abdij van Vreta.
Inge was getrouwd met Helena, vermoedelijk zuster van Sven van Zweden - hun ouders zijn onbekend. De kinderen van Inge en Helena waren:
- Christina (ca. 1075 - 18 januari 1122), getrouwd met Mstislav I van Kiev;
- Margaretha, getrouwd met Magnus III van Noorwegen, in haar tweede huwelijk getrouwd met Niels van Denemarken;
- Katrina, getrouwd met de Deense prins Björn Järnsida. Hun dochter Kirstin trouwde met Erik IX van Zweden;
- Ragvald, vermoedelijk dezelfde als Ragnvald Knaphövde. Zijn dochter Ingrid trouwde in haar eerste huwelijk met de Deense prins Henrik Skadelår, ze kregen vier zonen. In haar tweede huwelijk trouwde ze met Harald IV van Noorwegen

Erik VI · Olaf II · Anund Jacob · Emund · Stenkil · Erik VII · Erik VIII · Halsten · Haakon · Inge I · Sven · Erik Årsäll · Filips · Inge II · Ragnvald · Magnus · Sverker I · Erik IX · Karel VII · Knoet I · Sverker II · Erik X · Johan I · Erik XI · Knoet II · Waldemar I · Magnus I · Birger I · Magnus II · Albrecht · Margaretha · Erik XIII · Christoffel · Karel VIII · Christiaan I · Johan II · Christiaan II · Gustaaf I · Erik XIV · Johan III · Sigismund · Karel IX · Gustaaf II Adolf · Christina · Karel X Gustaaf · Karel XI · Karel XII · Ulrike Eleonora · Frederik · Adolf Frederik · Gustaaf III · Gustaaf IV Adolf · Karel XIII · Karel XIV Johan · Oscar I · Karel XV · Oscar II · Gustaaf V · Gustaaf VI Adolf · Carl Gustaf XVI